# 谢文 (药理学家)
谢文，中国药理学家、教授，任职于中南大学，为中南大学临床药理研究所学科建设主要参与者之一。2005年入选中华人民共和国教育部第七批"长江学者"特聘教授。